# Gouvernement Babanov
République kirghize
Atambaev II Satybaldiev
Le gouvernement Babanov est le gouvernement du Kirghizistan entré en fonction le 24 décembre 2011. Il est dirigé par Ömürbek Babanov.

## Historique

### Formation
La composition du gouvernement est approuvée par le Parlement le 23 décembre 2011. Le vice-Premier ministre sortant et Premier ministre par intérim Ömürbek Babanov est élu Premier ministre du Kirghizistan. Le gouvernement est nommé le lendemain.

### Succession
Le 1er septembre 2012, Ali Karachev est nommé Premier ministre par intérim.
La composition du gouvernement Satybaldiev, est approuvée par le Parlement le 5 septembre. Le gouvernement est nommé le lendemain.

## Composition
| Poste                                                   | Titulaire         | Titulaire                             | Parti       |
| ------------------------------------------------------- | ----------------- | ------------------------------------- | ----------- |
| Premier ministre                                        |                   | Ömürbek Babanov (jusqu'au 01/09/2012) | Respoublika |
| Premier ministre                                        | Ali Karachev a.i. |                                       |             |
| Premier vice-Premier ministre                           |                   | Ali Karachev                          |             |
| Vice-Première ministre                                  |                   | Gulnara Asymbekova                    |             |
| Vice-Premier ministre                                   |                   | Joomart Otorbaiev                     | Ata-Meken   |
| Ministre et chef de l'appareil gouvernemental           |                   | Torogul Bekov                         |             |
| Ministre des Affaires étrangères                        |                   | Ruslan Kazakbayev                     | Respoublika |
| Ministre de l'Agriculture et de la Gestion de l'eau     |                   | Saparbek Tynaev                       |             |
| Ministre de la Culture et du Tourisme                   |                   | Ibragim Junusov                       | Ata-jourt   |
| Ministre de la Défense                                  |                   | Taalaybek Omuraliev                   | Indépendant |
| Ministre du Développement social                        |                   | Ravshan Sabirov                       |             |
| Ministre de l'Économie et des Politiques anti-monopoles |                   | Temir Sarïev                          | Ak-Shumkar  |
| Ministre de l'Éducation et de la Science                |                   | Kanat Sadykov                         | SDPK        |
| Ministre de l'Énergie et de l'Industrie                 |                   | Askarbek Shadiev                      |             |
| Ministre des Finances                                   |                   | Akylbek Japarov                       |             |
| Ministre de l'Intérieur                                 |                   | Zarylbek Rysaliev                     | SDPK        |
| Ministre de la Jeunesse et du Travail                   |                   | Alisbek Alymkulov                     | SDPK        |
| Ministre de la Justice                                  |                   | Almambet Shykmamatov                  | Ata-Meken   |
| Ministre de la Santé                                    |                   | Dinara Sagimbaeva                     | SDPK        |
| Ministre des Situations d'urgence                       |                   | Koubatbek Boronov                     | Respoublika |
| Ministre des Transports et des Communications           |                   | Kalykbek Sultanov                     | Ata-Meken   |